# Jan Manson
Jan Manson, właściwie Janusz Szumlicz (ur. w Bystrzycy Kłodzkiej) – polski wokalista, gitarzysta, kompozytor. Lider i założyciel rockowej grupy Manson Band.

## Życiorys
Mieszkał w Prudniku. W latach 70. XX wieku, kiedy uczęszczał do szkoły górniczej, współlokator zainteresował go grą na gitarze. Po ukończeniu szkoły górniczej powrócił do Prudnika, gdzie zaczął chodzić do wieczorowego liceum. Po zdaniu matury założył swój pierwszy zespół, wykonujący poezję śpiewaną. Jedną z wokalistek zespołu była późniejsza aktorka Aleksandra Konieczna. Występowali w domu kultury w Prudniku.
Ze znajomymi z Prudnika nagrał dwie płyty: Samotny wilk oraz Samotny wilk II. Po przeprowadzce do Głogówka z żoną w latach 80. XX wieku założył nowy zespół z dawnymi członkami grupy Karawana. Wraz z nimi nagrał płytę Nie pytaj mnie o drogę. Manson Band występował m.in. na Pikniku Country & Folk w Mrągowie oraz na Rock Festiwalu Pogranicza w Prudniku. W studiu Polskiego Radia Opole nagrali płytę „na żywo”.
W 2023 otrzymał odznakę honorową „Zasłużony dla Kultury Polskiej”. Na ścianie amfiteatru w Mrągowie został wyryty jego podpis.

## Dyskografia
- Samotny wilk
- Samotny wilk II (2000)
- Nie pytaj mnie o drogę (2011)